# 타임루프 : 벗어날 수 없는
《타임루프: 벗어날 수 없는》(영어: The Endless)은 미국에서 제작된 2017년 SF 공포 영화이다. 저스틴 벤슨과 에런 무어헤드가 공동으로 연출, 제작, 주연을 맡았고, 벤슨은 각본과 편집도 담당하였다. 알려진 다른 제목은 《벗어날 수 없는》이다.

## 줄거리
UFO 컬트 "캠프 아케이디아" 출신인 저스틴과 에런은 어느 날 아케이디아에서 보낸 비디오 카세트 하나를 받는다. 저스틴은 "오름"(ascension)에 대한 언급이 집단 자살을 일으키겠다는 암호가 아닌가 염려하지만 에런은 아케이디아를 우호적이고 무해한 단체로 기억하고 있다.
아케이디아에서 나온 후로 친구를 사귀지도 못하고 마땅한 직업을 찾지도 못한 둘은 단 하루만 아케이디아를 방문하기로 한다.

## 출연
- 저스틴 벤슨 - 저스틴 스미스 역
- 에런 무어헤드 - 에런 스미스 역
- 캘리 허낸데즈 - 애나 역
- 테이트 엘링턴 - 핼 역
- 루 템플 - 팀 역
- 제임스 조던 - 시티 칼 역
- 비니 커런 - 크리스 대니얼스 역